# Twinity
Twinity és el primer món virtual en línia que ha creat rèpliques a escala de grans ciutats de tot el món. Twinity va ser creat per Metaversum GmbH, companyía amb seu a Berlín, Alemanya. El client ofereix versions pràcticament exactes de ciutats reals en el que s'anomena mirror world o Metavers. La versió en proves i oberta va arribar al setembre del 2008 i posava a disposició de l'usuari la primera ciutat virtual, Berlin. Després es van anar inaugurant Singapur, Londres, Miami i Nova York.

## Programari
El client de Twinity és descarregable gratuïtament i connecta els usuaris a un servidor a través de la xarxa de Twinity. Un cop s'obre el client, l'aplicaciäo accedeix la informació a través d'Internet i connecta l'usuari al món virtual en 3D. Twinity fa servir les més modernes tecnologies de generació de textures per proporcional una experiència visual comparable als últims llancaments en la indústria dels videojocs. Això inclou Screen Space Ambient Occlusion i efectes glow shader effects, com també tecnologia feta servir per Satnav i Google Earth, que possibilita que els edificis virtuals es vegin com a la realitat.
Gran part del contingut a Twinity és generat pels usuaris (user-generated). Els usuaris premium poden construir els seus propis objectes en 3D en format Collada files a través d'eines de modelatge §D com ara Google Sketchup, Blender, Autodesk 3Ds Max o Autodesk Maya.

## Tipus d'usuaris
Els usuaris que fan servir Twinity reben el nom de Twinizens. Existeixen tres tipus d'usuaris: els bàsics, els premiums i els comercials. Cada tipus marca els diferents nivells d'accés a les possibilitats tècniques del món virtual, actualment però les tres són gratuïtes fins que s'acabi la fase de proves. Per poder visitar les ciutats, llogar un apartament, anar de compres i modificar l'avatar només cal ser un usuari bàsic i tenir la majoria d'edat legal en el país de residència.
Ser usuari premium permet poder comprar béns immobles i també fer modificacions ens els objectes personals. Per la compra i venda d'apartaments o per obrir una botiga és necessari ser usuari comercial.

## Comunitat d'usuaris

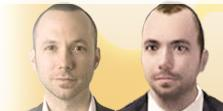
Avatar creat amb Photofit

### L'avatar
Com a part de la filosofia de còpia exacta de la realitat, Twinity permet als usuaris utilitzar els seus noms reals a la manera de Facebook i crear un avatar que sigui el més semblant possible a la persona real. Per exemple, es pot crear la cara a partir d'una fotografia de front i de perfil utilitzant una aplicació especial anomenada Photofit. També el cos és adaptable a les mides reals. Tanmateix, molts usaris prefereixen crear un nou alter-ego i es decanten per la versió de joc de rol.

### Moneda
La moneda virtual que es fa servir a Twinity es diu "Globals" i la taxa de conversió se situa en 90 Globals = 1 euro.
Amb els Globals, els Twinizens poden comprar roba, mobles, animacions i pagar el lloguer del seu apartament virtual. Es poden comprar amb targeta de crèdit, utilitzant PayPal o amb el mòbil fent servir el sistema Mopay. Per guanyar Globals dins el joc, els usuaris poden participar en concursos, esdeveniment o dur a terme tasques de SponsorPay. Just acabar de registrar-se i entrar per primer cop a Twinity, els nous usuaris reben Globals mentre van completant el tour de benvinguda.

### Contingut
En general els Twinizens són generadors de contingut: creen i venen els seus propis productes virtuals, ja sigui roba, mobles o animacions. També dediquen temps a decorar els seus apartaments i gestionar les seves botigues o discoteques on reunir-se amb altres usuaris, ja sigui per organitzar una festa o un altre tipus d'esdeveniment.

## Ciutats

### Berlín
Berlín va ser inaugurada al setembre del 2008 amb motiu del llançament de Twinity en la fase de proves. L'encarregat d'inaugurar la ciutat virtual va ser l'alcalde de Berlín Klaus Wowereit.
La ciutat compta amb aproximadament 20 km i més de 50,000 còpies d'edificis reals de la capital alemanya, incloent llocs emblemàtics de l'antic Berlín Est i Berlín Oest, com la torre de televisió (Fernsehturm), la Porta de Brandenburg, la Potsdamer Platz o Kurfürstendamm. Per commemorar els 20 anys de la caiguda del Mur de Berlín es va crear un museu a l'aire lliure amb una rèplica virtual que dividia la ciutat de la mateixa forma que ho feia l'original.
Dos mesos després de la inauguració del Berlin Virtual, Twinity va arribar als 80,000 usuaris registrats.

### Singapur
L'agost del 2009 Metaversum va anunciar que la segona ciutat a Twinity seria Singapur virtual. Metaversum va rebre ajuda de l'Autoritat pel Desenvolupament Mediàtic de Singapur per tal de crear la ciutat. La inauguració va ser el 9 d'agost coincidint amb el dia nacional de Singapur i el primer districte a ser creat va ser l'àrea que rodeja l'Orchard Road, un dels carrers comercials més importants de Singapur.

### Londres
Al desembre del 2009 Londres virtual va ser la tercera ciutat incorporada a Twinity. Les parts que es poden visitar són el districte del Soho, anant de l'Oxford Street fins a la Trafalgar Square com també el Piccadilly Circus, el Buckingham Palace i el China Town. El 30 d'abril del 2009 es van afegir l'àrea del West End més la part anomenada The Strand, on es troba el Millennium Bridge i el Shakespeare's Globe.

### Miami
La ciutat virtual de Miami és la quarta ciutat es va obrir a Twinity al juliol del 2010 i la primera ciutat situada als Estats Units. Està centrada a la part de South Beach i cobreix les zones del Lummus Park i la Ocean Drive. També va ser la primera ciutat interactiva, ja que els usuaris poden per exemple nedar, prendre el sol, menjar gelats o construir castells de
 interaccionant amb els objectes de la ciutat. Twinity segueix el cicle llum natural del dia i la nit, per tant quan es fa fosc a Europa, encara és de dia a Miami. Just en el moment en què Miami va esdevenir la llar de la comunitat nord-americana a Twinity, el món virtual va arribar a la xifra de 500,000 usuaris registrats.

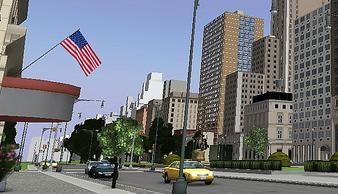
Virtual Nova York a Twinity

### Nova York
A l'octubre del 2010 es va llançar la ciutat de Nova York com la cinquena ciutat virtual a Twinity. La zona d'arribada dels usuaris es localitza a la Grand Army Plaza i des d'allà es pot visitar la Trump Tower, el Solow Building o la New York Public Library.
Els usuaris poden explorar la ciutat fent servir un cotxe, una bicicleta o un patinet i veure la posició geogràfica del seu avatar en el mini-mapa proporcionat per Google Maps.